# Seebrassen
Die Seebrassen (Bramidae), auch Brachsenmakrelen, Pomfrets oder Goldköpfe genannt, sind eine Familie aus der Ordnung der Scombriformes und leben in gemäßigten und tropischen Zonen des Atlantik und des Indopazifik.

## Merkmale
Die seitlich abgeflachten, meist hochrückigen Tiere haben nur eine lange, bei einigen Arten sehr hohe oder segelförmige Rückenflosse. Die Afterflosse hat meist die gleiche Form wie die Rückenflosse und gibt den Tieren ein symmetrisches Aussehen. Die Schwanzflosse ist bei Jungfischen rund, bei erwachsenen Tieren gegabelt. Seebrassen leben in kleinen Gruppen, sind aber nirgendwo häufig. Die kleinste Art  Brama dussumieri wird nur 20 Zentimeter lang, die größte Art Taractichthys longipinnis soll 85 Zentimeter bis einen Meter lang werden.

## Systematik

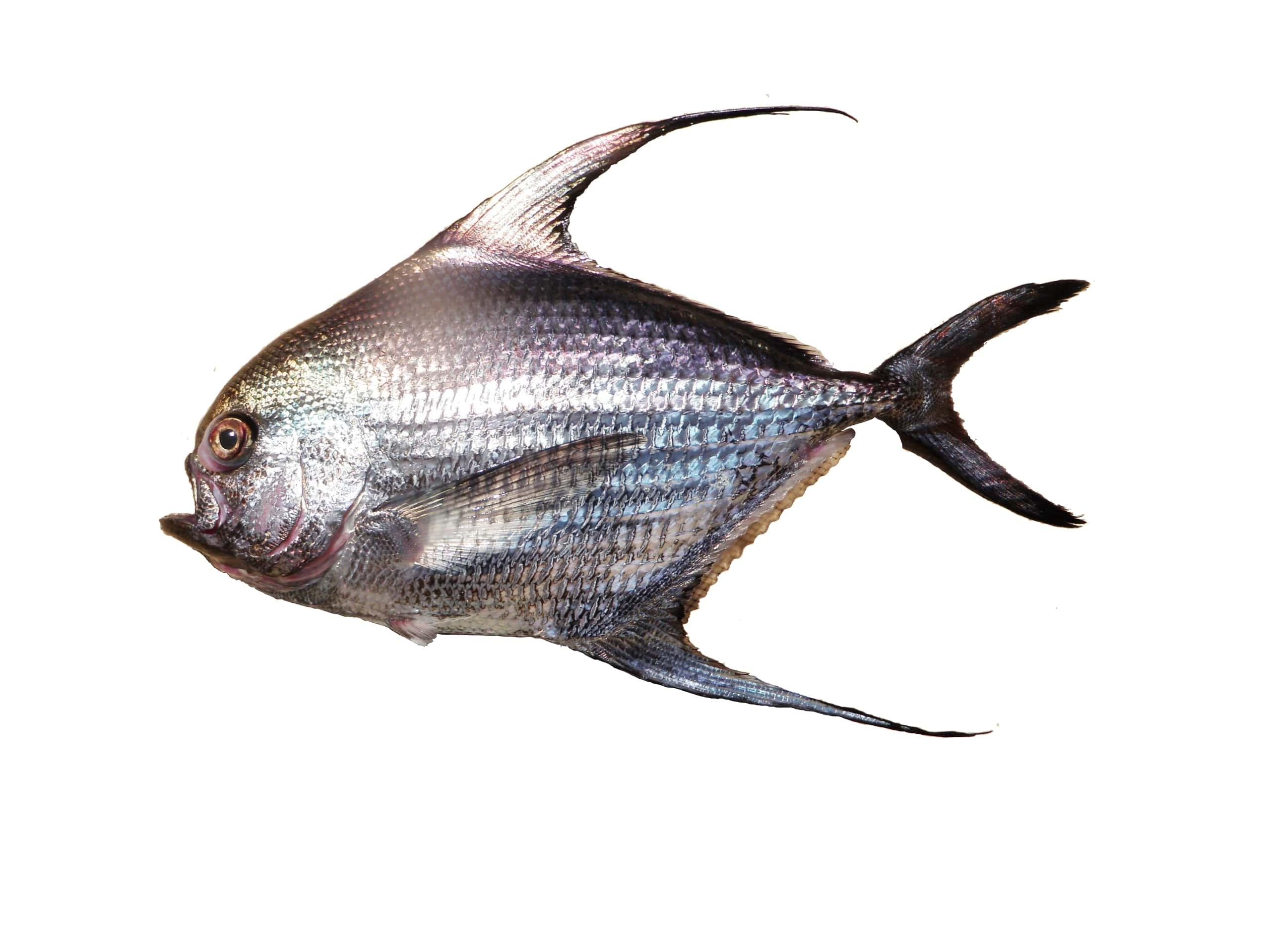
Taractichthys steindachneri

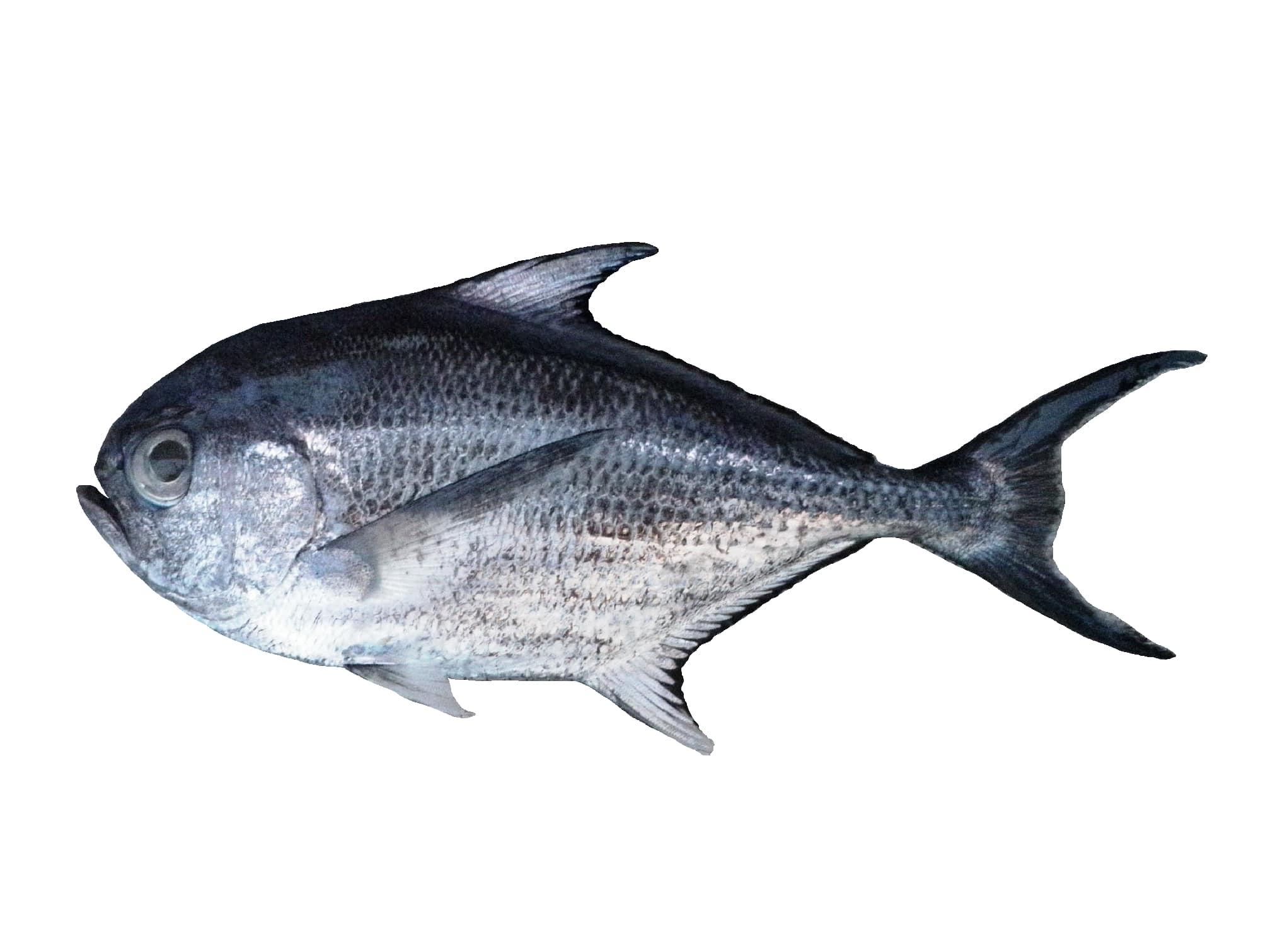
Eumegistus illustris

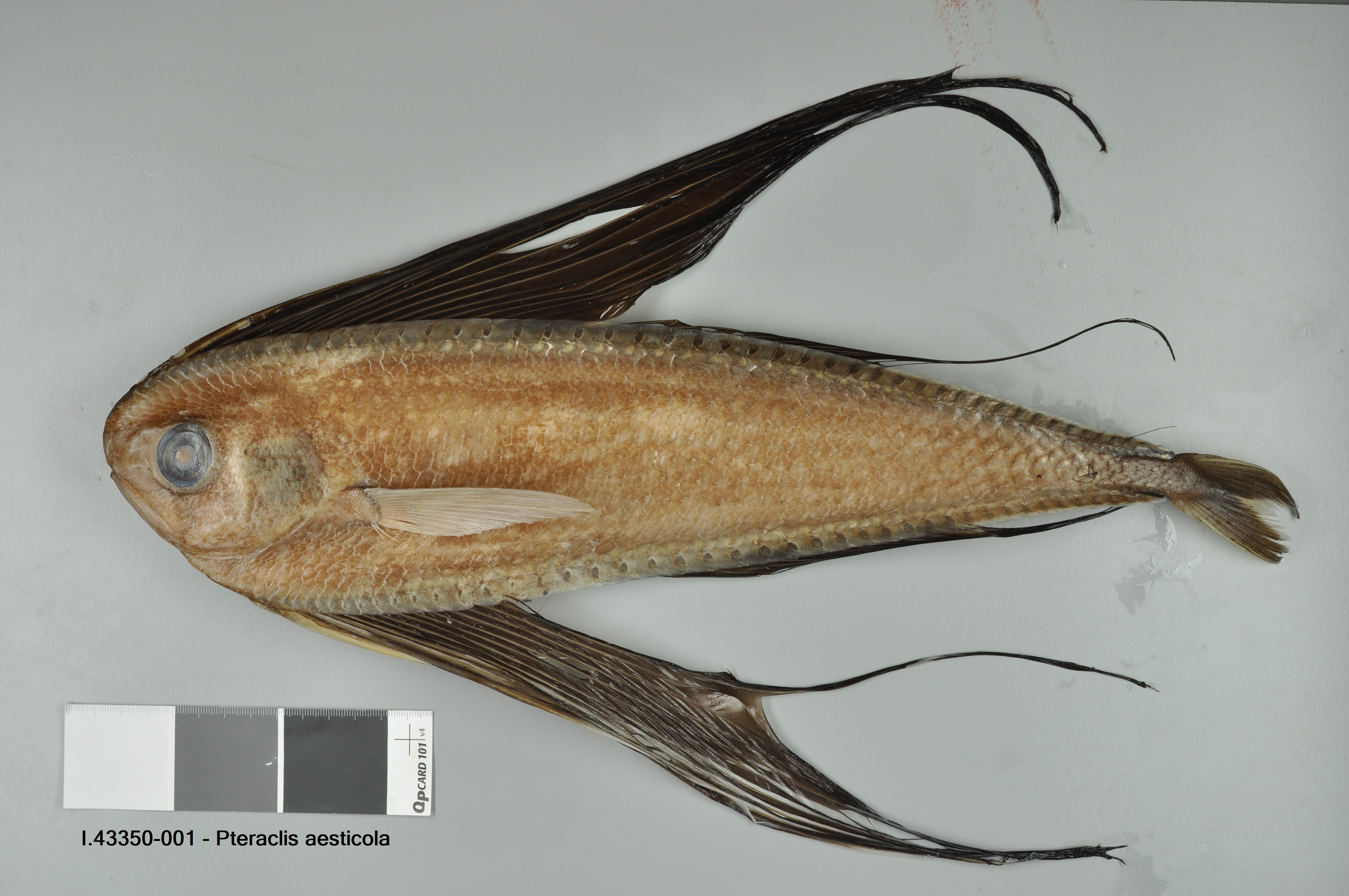
Pteraclis aesticola

Es gibt zwanzig Arten in sieben Gattungen und zwei Unterfamilien:
- Unterfamilie Braminae; Rücken- und Afterflosse adulter Tiere beschuppt und nicht vollständig anlegbar, Bauchflossen brustständig.
  - Gattung Brama
    - Brama australis Valenciennes, 1838.
    - Brachsenmakrele (Brama brama (Bonnaterre, 1788)).
    - Brama caribbea Mead, 1972.
    - Brama dussumieri Cuvier, 1831.
    - Brama japonica Hilgendorf, 1878.
    - Brama myersi Mead, 1972.
    - Brama orcini Cuvier, 1831.
    - Brama pauciradiata Moteki, Fujita & Last, 1995.

  - Gattung Eumegistus
    - Eumegistus brevorti (Poey, 1860).
    - Eumegistus illustris Jordan & Jordan, 1922.

  - Gattung Taractes
    - Taractes asper Lowe, 1843.
    - Taractes rubescens (Jordan & Evermann, 1887).

  - Gattung Taractichthys
    - Taractichthys longipinnis (Lowe, 1843).
    - Taractichthys steindachneri (Döderlein, 1883).

  - Gattung Xenobrama
    - Xenobrama microlepis Yatsu & Nakamura, 1989.
- Unterfamilie Pteraclinae; Rücken- und Afterflosse hoch und unbeschuppt und vollständig anlegbar, Bauchflossen oft kehlständig.
  - Gattung Pteraclis
    - Pteraclis aesticola (Jordan & Snyder, 1901).
    - Pteraclis carolinus Valenciennes, 1833.
    - Pteraclis velifera (Pallas, 1770).

  - Gattung Pterycombus
    - Pterycombus brama Fries, 1837.
    - Pterycombus petersii (Hilgendorf, 1878).